# Brookesia ebenaui
Espèce
Synonymes
- Chamaeleo ebenaui Boettger, 1880
- Brookesia legendrei Ramanantsoa, 1980

Statut de conservation UICN

 VU B1ab(iii) : Vulnérable
Statut CITES
Brookesia ebenaui est une espèce de sauriens de la famille des Chamaeleonidae.

## Répartition
Cette espèce est endémique du Nord de Madagascar.

## Description
Ce caméléon nain est de petite taille, diurne, et vit au sol ou sur les branches basses des forêts.

## Étymologie
Cette espèce est nommée en l'honneur de Karl Ebenau.

## Publication originale
- Boettger, 1880 : Diagnoses reptilium et batrachiorum novorum a Carolo Ebenau in insula Nossi-Bé Madagascariensi lectorum. Zoologischer Anzeiger, vol. 3, p. 279-283 (texte intégral).